# كريستيان جيمس لامبرتسن
كريستيان جيمس لامبرتسن (15 مايو 1917-11 فبراير 2011) متخصص أمريكي في طب البيئة وطب الغوص وكان مسؤولًا بشكل أساسي عن تطوير أجهزة التنفس لرجال الضفادع التابعة للبحرية الأمريكية في أوائل الأربعينيات من القرن الماضي. صمم لامبرتسن سلسلة من أجهزة إعادة دفق الأكسجين في عام 1940 (تاريخ تسجيل براءة الاختراع: 16 ديسمبر 1940) وفي عام 1944 (تاريخ إصدار براءة الاختراع: 2 مايو 1944) وأطلق على اختراعه لأول مرة جهاز التنفس. في وقت لاحق بعد الحرب، أطلق عليها اسم لارو (اختصار لوحدة الجهاز التنفسي البرمائية للامبرتسن) وأخيرًا، في عام 1952 غير اسم اختراعه مرة أخرى إلى سكوبا SCUBA (جهاز التنفس تحت الماء المحتوي ذاتيًا). على الرغم من أن إميل جانيان وجاك إيف كوستو هما اللذان اخترعا تقنية منظم الغوص في عام 1943 ولم تكن مرتبطة بأجهزة إعادة التنفس، ولكن الاستخدام الحالي لكلمة SCUBA يُعزى إلى حد كبير إلى اختراع جانيان كوستو. تعتبر البحرية الأمريكية لامبرتسن «أب الضفادع».

## تعليمه
ولد لامبرتسن في ويستفيلد، نيو جيرسي، ونشأ في سكوتش بلينز، نيو جيرسي، حيث تخرج من مدرسة سكوتش بلينز-فانوود الثانوية في عام 1935. التحق بجامعة روتجرز في نيو برونزويك، نيو جيرسي، وتخرج عام 1939 بدرجة البكالوريوس في العلوم. تخرج من كلية الطب بجامعة بنسلفانيا، فيلادلفيا، بنسلفانيا عام 1943.
حصل لامبرتسن على درجة الدكتوراه الفخرية في العلوم من جامعة نورث وسترن في عام 1977.

## مهنته في الجيش
خدم الرائد لامبرتسن في الفيلق الطبي بالجيش الأمريكي منذ عام 1944 حتى عام 1946. اخترع أول جهاز تنفس تحت الماء قائم بذاته (SCUBA) وعرضه على مكتب الخدمات الاستراتيجية (OSS) (بعد أن رفضته البحرية الأمريكية بالفعل) في حمام سباحة بأحد الفنادق في واشنطن العاصمة. لم يدعم مكتب الخدمات الاستراتيجية OSS هذا الاختراع فحسب، بل استأجر الرائد لامبرتسن لقيادة البرنامج وبناء عنصر الغوص في وحدتهم البحرية. لقد كان نشيطًا في إنشاء الكوادر الأولى من السباحين القتاليين العسكريين الأمريكيين خلال أواخر الحرب العالمية الثانية. كان مكتب الخدمات الاستراتيجية OSS أيضًا سلف وكالة المخابرات المركزية (CIA) والعنصر البحري الذي لا يزال موجودًا داخل قسم الأنشطة الخاصة بها.
كان من ضمن مسؤولياته التدريب وتطوير طرق الجمع بين الغوص المستقل وتوصيل السباحين بما في ذلك وحدة لامبرتسن للجهاز التنفسي البرمائي لـ «مجموعة السباحين التشغيلية». بعد الحرب العالمية الثانية، درب القوات الأمريكية على أساليب عمليات الغطس.